# Bataille de Karydi
Guerre de succession de Négrepont
La bataille de Karydi (en grec Μάχη στο Καρύδι) est un affrontement armé qui clot la guerre de succession de Négrepont en 1258, une guerre civile entre la principauté d'Achaïe et ses vassaux les seigneurs terciers d'Eubée allié au duché d'Athènes et d'autres vassaux achéens. Elle se déroule près du  mont Karydi, un col entre Athènes et Mégare. La principauté d'Achaïe y remporte une victoire décisive.

## Sources
- (es) Cet article est partiellement ou en totalité issu de l’article de Wikipédia en espagnol intitulé « Batalla de Karydi » (voir la liste des auteurs).
- (el) Maria Dourou-Iliopoulou, Το Φραγκικό Πριγκιπάτο της Αχαΐας (1204-1432). Ιστορία. Οργάνωση. Κοινωνία. [« La principauté franque d'Achaïe (1204-1432). Histoire. Organisation. Société. »], Thessalonique, Vanias Publications,‎ 2005 (ISBN 960-28-8153-4)
- (en) John Van Antwerp Fine, The Late Medieval Balkans : A Critical Survey from the Late Twelfth Century to the Ottoman Conquest, Ann Arbor, Michigan, University of Michigan Press, 1994 (ISBN 0-472-08260-4, lire en ligne)
- (en) William Miller, Essays on the Latin Orient, Cambridge, Cambridge University Press, 1921 (lire en ligne)
- (en) Kenneth Meyer Setton, The Papacy and the Levant, 1204–1571 : Volume I. The Thirteenth and Fourteenth Centuries, Philadelphia, Pennsylvanie, The American Philosophical Society, 1976, 512 p. (ISBN 0-87169-114-0, lire en ligne)